# La Fortaleza, Mexiko
La Fortaleza är en ort i Mexiko.   Den ligger i kommunen Uxpanapa och delstaten Veracruz, i den sydöstra delen av landet, 600 km öster om huvudstaden Mexico City. La Fortaleza ligger 94 meter över havet och antalet invånare är 194.
Terrängen runt La Fortaleza är kuperad åt sydväst, men åt nordost är den platt. Runt La Fortaleza är det mycket glesbefolkat, med 2 invånare per kvadratkilometer. Närmaste större samhälle är San Francisco la Paz, 12,6 km sydost om La Fortaleza. I omgivningarna runt La Fortaleza växer huvudsakligen savannskog.